# Carlos Bocanegra
Carlos Manuel Bocanegra (n. 25 mai 1979, Upland⁠(d), California, SUA) este un fotbalist american care joacă la clubul din prima ligă franceză Ligue 1 Saint-Étienne și este căpitanul Statelor Unite. Poate juca ca fundaș central și fundaș stânga

## Cariera

### Fulham
Bocanegra a semnat cu Fulham în ianuarie 2004. A jucat pentru Fulham în campionat de 116 ori și a marcat 8 goluri.

### Stade Rennais
Bocanegra a semnat cu Stade Rennais în iunie 2008. A primit numărul 3. A jucat pentru Stade Rennais în campionat de 64 de ori și a marcat 2 goluri.

### Saint-Étienne
Pe 16 iulie 2010, Bocanegra a fost transferat la Saint-Étienne pentru £400,000.

## Cariera internațională
Bocanegra este căpitanul naționalei sale (Statele Unite) a jucat pentru națională de 83 de ori, reușind să puncteze de 12 ori.

### Goluri internaționale
| #   | Dată              | Stadion                                         | Oponent       | Scor  | Rezultat | Competiție                  |
| --- | ----------------- | ----------------------------------------------- | ------------- | ----- | -------- | --------------------------- |
| 1.  | 18 iunie 2003     | Lockhart Stadium, Ft. Lauderdale, SUA           | Canada        | 1 – 0 | 4 – 0    | Amical                      |
| 2.  | 13 februarie 2003 | National Stadium, Kingston, Jamaica             | Jamaica       | 1 – 0 | 2 – 1    | Amical                      |
| 3.  | 23 iulie 2003     | Orange Bowl, Miami, SUA                         | Brazilia      | 1 – 0 | 1 – 2    | Cupa de Aur CONCACAF 2003   |
| 4.  | 26 iulie 2003     | Orange Bowl, Miami, SUA                         | Costa Rica    | 1 – 1 | 3 – 2    | Cupa de Aur CONCACAF 2003   |
| 5.  | 11 iulie 2004     | Soldier Field, Chicago, SUA                     | Polonia       | 1 – 1 | 1 – 1    | Amical                      |
| 6.  | 8 iunie 2005      | Estadio Rommel Fernandez, Panama City, Panama   | Panama        | 1 – 0 | 3 – 0    | Calificările pentru CM 2006 |
| 7.  | 16 iunie 2007     | Gillette Stadium, Foxborough, SUA               | Panama        | 2 – 0 | 2 – 1    | Cupa de Aur CONCACAF 2007   |
| 8.  | 9 septembrie 2007 | Soldier Field, Chicago, SUA                     | Brazilia      | 1 – 0 | 2 – 4    | Amical                      |
| 9.  | 26 martie 2008    | Wisla Stadium, Krakow, Polonia                  | Polonia       | 1 – 0 | 3 – 0    | Amical                      |
| 10. | 20 august 2008    | Estadio Mateo Flores, Guatemala City, Guatemala | Guatemala     | 1 – 0 | 1 – 0    | Calificările pentru CM 2010 |
| 11. | 6 iunie 2009      | Soldier Field, Chicago, SUA                     | Honduras      | 2 – 1 | 2 – 1    | Calificările pentru CM 2010 |
| 12. | 3 martie 2010     | Amsterdam Arena, Amsterdam, Netherlands         | Țările de Jos | 1 – 2 | 1 – 2    | Amical                      |

## Palmares

### Statele Unite
- Cupa de Aur CONCACAF (2): 2002, 2007

### Chicago Fire
- US Open Cup (1): 2000

### Individual
- MLS Rookie of the Year: 2000
- MLS Defender of the Year: 2002, 2003